# نیروی هوایی سنگال
نیروی هوایی سنگال (فرانسوی: Armée de l'Air Sénégalaise) شاخه نیروی هوایی نیروهای مسلح سنگال است.

## تاریخچه
این نیرو در ۱ آوریل ۱۹۶۱ با هواپیماهای داگلاس سی-۴۷، ام‌اچ. ۱۵۲۱ بروسارد، به علاوهٔ بالگردهای سود آلوت ۲ و آگوستا-بل ۴۷جی تشکیل شد. روابط نزدیک با فرانسه از طریق توافق‌نامه‌های آموزشی و تأسیسات پایگاهی حفظ شده است.
از اوایل دهه ۱۹۷۰، تحویل‌های بیشتری از سوی فرانسه صورت گرفت و اولین هواپیماهای جت وارد خدمت شدند. هواپیمای آموزشی/تهاجم زمینی Fouga Magister و همچنین هلیکوپترهای آئروسپاسیال غزال و آئروسپاسیال پوما تحویل داده شدند. در طول کودتای نافرجام گامبیا در سال ۱۹۸۱، یکی از بالگردهای پوما در حین تلاش برای بازپس‌گیری فرستنده رادیویی سید در خارج از بانجول سرنگون شد که تمام ۱۸ نفر سرنشین آن کشته شدند.
توسعه بعدی این نیرو، شامل تحویل شش هواپیمای حمل و نقل فوکر ۲۷ برای جایگزینی C-47ها از سال ۱۹۷۷ بود، در آن زمان همچنین چهار هواپیمای سبک اشتوکا رالی خریداری شد. به دنبال آن چهار نسخه مسلح رالی 235A در سال ۱۹۸۴ خریداری گردید.
سنگال در آوریل ۲۰۱۸ چهار هواپیمای ائرو ال-۳۹ ان‌جی را برای وظایف تهاجمی سبک و آموزشی سفارش داد. در مارس ۲۰۲۲ گزارش شد که سنگال سفارش را لغو کرده است.

## سازمان
ستاد نیروی هوایی در حال حاضر در اوکام، نزدیک پایتخت داکار، در سمت مقابل فرودگاه بین‌المللی لئوپولد سدار سنگور واقع شده است. نیروی هوایی وظیفه دفاع از حریم هوایی سنگال، حفاظت از مناطق فرودگاهی، حمایت از سایر نیروهای سنگالی، تخلیه پزشکی و گشت دریایی را بر عهده دارد.
تأمین مالی همچنان یک مشکل دائمی برای نیروی هوایی سنگال است و افزایش هزینه سوخت هوایی تعداد ساعت‌های پروازی موجود را محدود می‌کند.

## روسای ستاد نیروی هوایی
- ژنرال پاپ سلیمان سار
- ژنرال بیرام دیوپ
- ژنرال عثمان کین
- ژنرال آلن جی.سی. پریرا
- کاپیتان ممدو منصور سک
- فرمانده آمادو لام
- سرهنگ ممدو دیوپ
- سرهنگ سیدی ندیه بویا
- سرهنگ رائول داکوستا
- سرهنگ آمادو فال
- سرهنگ تامبا میسا
- سرهنگ محمدو دیاوارا

## هواگردها

### موجودی فعلی

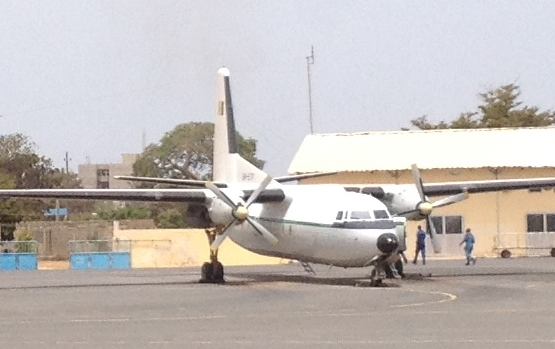
یک فروند فوکر ۲۷ سنگالی

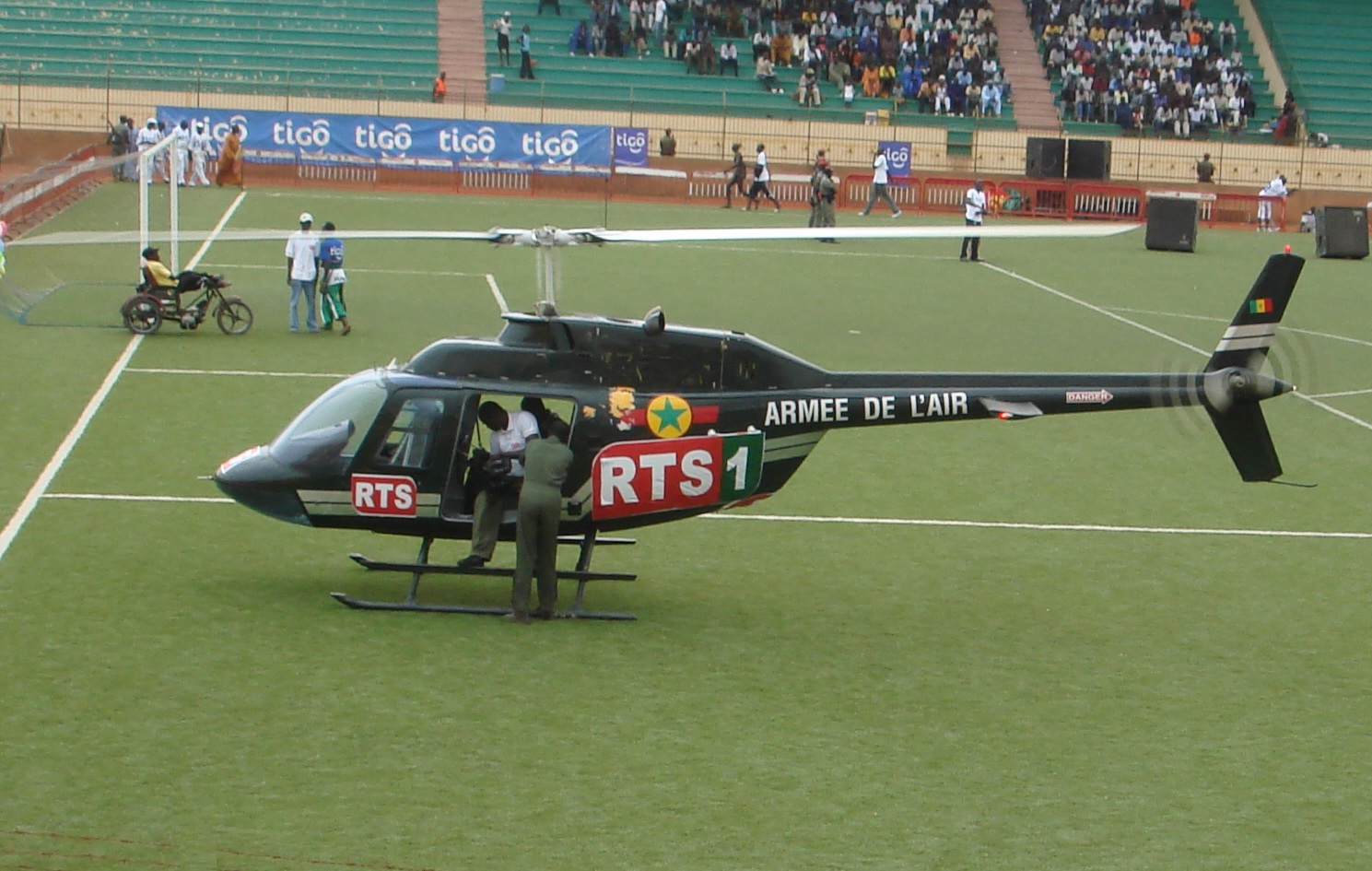
یک فروند بل ۲۰۶ سنگال

| هواپیما                   | اصل                   | نوع                | انواع       | در خدمت    | یادداشت‌ها  |
| گشت دریایی                | گشت دریایی            | گشت دریایی         | گشت دریایی  | گشت دریایی | گشت دریایی |
| ------------------------- | --------------------- | ------------------ | ----------- | ---------- | ---------- |
| IPTN CN-235               | اندونزی               | گشت دریایی         |             | ۱          |            |
| حمل و نقل                 |                       |                    |             |            |            |
| IPTN CN-235               | اندونزی               | حمل و نقل          |             | ۲          |            |
| خانه C-295                | اسپانیا               | حمل و نقل          |             | ۱          |            |
| هواپیمای سوپرکینگ         | ایالات متحده          | حمل و نقل          | کنگ ایر ۲۰۰ | ۲          |            |
| هلیکوپتر                  |                       |                    |             |            |            |
| زنگ ۲۰۶                   | ایالات متحده          | چندمنظوره          |             | ۱          |            |
| Mil Mi-17                 | روسیه                 | چندمنظوره          |             | ۴          |            |
| Mil Mi-24                 | روسیه                 | تهاجمی             | می-۳۵       | ۵          |            |
| Aérospatiale Alouette III | فرانسه                | ارتباط / چندمنظوره |             | ۱          |            |
| زنگ ۵۰۵                   | ایالات متحده / کانادا | جندمنظوره          |             | ۳          |            |
| هواپیماهای آموزشی         |                       |                    |             |            |            |
| سوکاتا TB 30              | فرانسه                | آموزشی             |             | ۶          |            |
| کای کتی-۱ وونگبی          | کره جنوبی             | آموزشی اصلی        |             | ۴          |            |
| DA42                      | اتریش                 | آموزشی پایه        |             | ۴          |            |
| هیوز ۲۶۹                  | ایالات متحده          | هلیکوپتر آموزش     |             | ۶          |            |